# Stągiew
Stągiew – dawna jednostka objętości, stosowana w XIX wieku (po 1819 roku). Stągiew odpowiadała 50 garncom nowopolskim, czyli ok. 200 litrom.